# Justice immanente
 (mars 2022).
Si vous disposez d'ouvrages ou d'articles de référence ou si vous connaissez des sites web de qualité traitant du thème abordé ici, merci de compléter l'article en donnant les références utiles à sa vérifiabilité et en les liant à la section « Notes et références ».

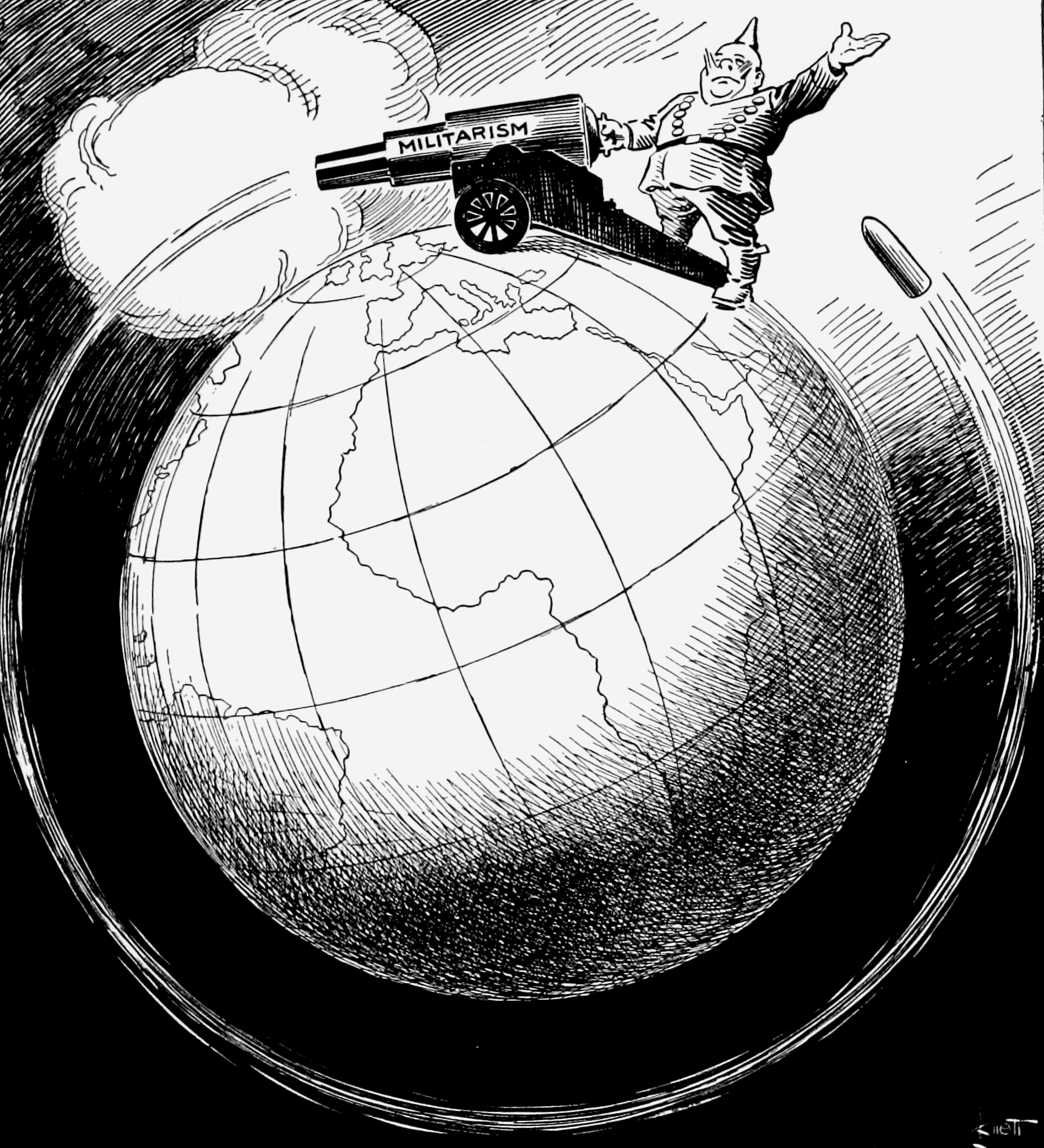
« Ça tire plus loin que dans ses rêves » par John F. Knott. Caricature de 1918 de l'empereur allemand Guillaume II tirant au canon sur lequel est écrit « Militarisme ».

La justice immanente, ou justice poétique, est l'affirmation du lien nécessaire, inévitable, entre une mauvaise action et sa sanction, à brève ou longue échéance. C'est aussi un procédé littéraire par lequel la vertu finit par être récompensée ou le vice puni : dans la littérature moderne, elle prend fréquemment la forme d'une ironie du sort étroitement liée à la conduite, bonne ou mauvaise, du personnage. La théorie de la nécessité d'intégrer la notion de justice dans les œuvres littéraires (poésie, prose ou théâtre) trouve son origine dans les thèses développées par Aristote dans sa Poétique. Pour Aristote, la poésie est supérieure à l'histoire en ce qu'elle montre ce qui doit ou devrait arriver, et non simplement ce qui se produit effectivement.

## Caractéristiques
On trouve chez Cicéron cette idée que les lois naturelles non suivies amènent naturellement des sanctions, et que la punition de l'acte est contenue en germe dans son effectuation même: « Il est, en effet, une loi véritable, la droite raison conforme à la nature, immuable et éternelle qui appelle l’homme au devoir par ses commandements et le détourne du mal par ses défenses et dont les commandements ni les défenses ne restent jamais sans effet sur les bons, ni sans action sur les méchants. [...] Ni le sénat, ni le peuple ne peuvent nous soustraire à son empire ; elle n’a pas besoin d’interprète qui l’explique. [...] La méconnaître, pour un homme, c’est se fuir soi-même, renier sa nature et par là même subir les plus cruels châtiments, lors même qu’on échapperait à tout ce qu’on regarde comme des supplices. ».   
L'expression « justice poétique » a été utilisée pour la première fois en 1678 par Thomas Rymer, un théoricien littéraire anglais, qui a, dans son ouvrage The Tragedies of the Last Age Considered, employé la formule « poetic justice » pour décrire comment il convient qu'une œuvre suggère à son public un comportement de bonne moralité, en illustrant le triomphe du bien sur le mal. Sa formule ne faisait toutefois qu'exprimer une notion courante, voire constante, chez les auteurs classiques tel Horace, Plutarque ou Quintilien. En 1583, le poète anglais Philip Sidney, dans son essai The Defense of Poetry, affirmait en substance, tout comme Aristote, que la justice poétique constituait la raison légitimant l'existence des œuvres de fiction dans les nations civilisées.
Il convient de noter que, pour qu'il y ait une justice poétique, il ne suffit pas que le vice soit puni et la vertu récompensée : il faut aussi que la cohérence soit sauve. Si, par exemple, l'attitude d'un personnage est dominée par l'avarice dans la majeure partie d'une œuvre, il n'est pas possible que ce personnage devienne généreux. L'intrigue de la pièce, du poème ou de l'œuvre de fiction quelle qu'elle soit, doit obéir à la fois aux règles de la logique aristotélicienne et à celles de la morale. Du temps où la théorie des humeurs était prépondérante, la justice poétique était l'une des composantes de la justification des pièces de théâtre basées sur cette théorie. À la fin du XVIIe siècle, les commentateurs favorables aux critères du néoclassicisme préféraient généralement l'œuvre de Ben Jonson à celle de William Shakespeare, précisément en raison des fluctuations de caractère souvent inhérentes aux personnages de Shakespeare. Au XVIIe siècle toujours, lorsque les comédies de la Restauration anglaise se sont mises à bafouer ouvertement la justice poétique en faisant triompher les libertins au détriment des bien-pensants présentés comme des crétins, il finit par y avoir une réaction d'hostilité qui favorisa le retour sur le devant de la scène de pièces plus conformes à une morale rigoureuse.

## Quelques exemples
Dans la nouvelle Le Goût de vivre de Stephen King, parue en 1985 dans le recueil Brume, un médecin sans foi ni loi fait naufrage sur une île déserte. Étant trafiquant de drogue, il porte avec lui une valise pleine d'héroïne. Lorsqu'il se casse la cheville, il se sert de l'héroïne comme anesthésiant, puis s'ampute de son pied afin de le manger. Il continue ainsi à mutiler diverses parties de son corps pour ne pas mourir de faim, pour finir par s'amputer de sa main gauche. Le journal qu'il tient s'arrête à ce stade. Cette histoire est caractéristique du procédé littéraire de la justice poétique, puisque les moyens que le personnage a toujours employés pour attenter à la santé d'autrui deviennent l'instrument même des souffrances atroces qu'il s'inflige.
La première partie de la Divine Comédie de Dante Alighieri, l'Enfer, est un véritable concentré d'exemples de justice poétique.
Une affirmation comme « Les méchants sont toujours punis » est une illustration de la croyance, presque superstitieuse, en une justice immanente. Cette affirmation est contestée par Oscar Wilde, qui, dans Le Portrait de Dorian Gray, affirme au contraire que « les méchants ne sont pas toujours punis, ni les bons récompensés ». Le happy end sur lequel se terminent fréquemment les films et les téléfilms répond lui aussi à l'attente de justice immanente (les meilleurs ou les innocents qui souffrent sont récompensés).

## Citation
« Laissons faire, car là est l'amusement : faire sauter l'ingénieur par son propre pétard ! » - William Shakespeare, Hamlet - III.iv.207